# Microsoft Office 2004 for Mac
Microsoft Office 2004 for Mac – wersja pakietu Microsoft Office dla systemu OS X wydana w 2004 roku jako następca Microsoft Office v. X.
Wersja pakietu została stworzona pod architekturę PowerPC, jednak użytkownicy komputerów Mac z procesorami Intel mogą uruchomić pakiet za pomocą oprogramowania Rosetta.

## Edycje
Pakiet został wydany w trzech wersjach: Standard, Professional i Student and Teacher. Wszystkie edycje zawierały programy Word, Excel, PowerPoint i Entourage. Wersja Professional zawierała również program Microsoft Virtual PC. Wersja Student and Teacher nie mogła być aktualizowana do nowszej wersji.